# Lamprocera latreillei
Lamprocera latreillei là một loài bọ cánh cứng trong họ Đom đóm (Lampyridae). Loài này được Kirby miêu tả khoa học năm 1819.